# Dardo Corvalán Mendilaharsu
 Dardo Corvalán Mendilaharsu (Concepción del Uruguay, 7 de mayo de 1888-1959) fue un abogado, historiador y profesor argentino de historia de orientación revisionista, conocido por sus estudios sobre los símbolos patrios de su país.

## Familia
Era hijo del jordanista Vicente Corvalán. Su madre Ecilda, nacida en Paysandú, era hermana del diplomático uruguayo Domingo Mendilaharsu.

## Actividad profesional
Se recibió de abogado en la Facultad de Derecho de la Universidad de Buenos Aires y durante muchos años fue profesor de historia en la Escuela Normal de Profesores y en el Colegio Nacional Sarmiento de la ciudad de Buenos Aires.
Enrolado en la Unión Cívica Radical, colaboró con el interventor designado en la provincia de Mendoza por Hipólito Yrigoyen, de quien era amigo. Fue Ministro de Hacienda de José Néstor Lencinas en 1918. Más adelante tuvo el cargo de Secretario de Culto cuando en las postrimerías de la segunda presidencia de Yrigoyen era Ministro de Relaciones Exteriores y Culto Horacio Oyhanarte. Ya producido el golpe de Estado de 1943 volvió a ese ministerio, primero como director del Archivo y Biblioteca y luego como enviado diplomático en el extranjero.

## Labor historiográfica
A partir de la década de 1910 Corvalán Mendilaharsu comenzó a publicar artículos en la revista Fray Mocho y en la Revista de Derecho, Historia y Letras en las que muestra una actitud crítica respecto de la obra de historiadores que, como Bartolomé Mitre y Vicente Fidel López, predominaban en el estudio de la disciplina de la época a través de sus obras. Si bien se manifestaba contrario a que las pasiones embanderadas de protagonistas y descendientes enturbiasen el análisis crítico, lo cierto es que en sus trabajos se muestra enrolado en una línea de culto de sus ascendientes: el general Manuel Corvalán, primer edecán de Juan Manuel de Rosas era su bisabuelo y Vicente Corvalán, comisario general de contaduría del ejército en operaciones de Manuel Oribe fue su abuelo. En esos trabajos, en los que la base documental es casi exclusivamente la proveniente del archivo familiar de su abuelo, sigue una línea favorable no solamente a los citados antepasados sino también a amigos de ellos que habrían sido calumniados por los antirrosistas, como el coronel Granada y el fusilado coronel Costa.  
Varios de sus trabajos realizados en la década de 1920 fueron publicados reunidos en dos libros, Sombra histórica (1923) y Rosas (1929), y culminan casi invariablemente, en la justificación, exculpación o reivindicación de Rosas y de su época. Como excepción uno de los ensayos vindica a Juan Bautista Alberdi y otro es un comentario sarcástico de la obra de teatro La divisa punzó, de Paul Groussac a propósito de una frase despectiva hacia su bisabuelo colocada en el texto en boca de Rosas.
Si bien Corvalán Mendilaharsu pondera las obras de Adolfo Saldías y Ernesto Quesada, sus trabajos tienen dos características que los diferencian de aquellas: en primer lugar, su tono agresivo y en segundo término que muestran la intención de dirigirse a un público más amplio –critica lo que considera un estilo demasiado erudito de aquellas-  al que pretende convencer de su posición respecto de la figura de Rosas. En este sentido, no centra tanto sus dardos en las obras de historiadores –a excepción de López y ocasionalmente, de Mitre- sino en la de panfletistas como José Rivera Indarte o novelistas como José Mármol.
Dice el historiador Fernando Devoto que en esos trabajos:

…sorprende no sólo la cita casi exclusiva de historiadores decimonónicos sino que la apelación constante al “método crítico” va acompañada de una total ausencia de referencias hacia los autores europeos o argentinos emblemáticos del mismo (el único citado, una vez, es Rómulo D. Carbia y también del uso de la retórica clásica de la erudición, las notas al pie de página o la bibliografía, quizás por los propósitos de divulgación antes aludidos….En general, Corvalán, con una estrategia abogadil, procura presentar todo tipo de argumentos a favor de Rosas.”

La figura de Rosas en la visión de Corvalán Mendilaharsu en sus trabajos no es la de un caudillo populista o popular sino que resalta el apoyo recibido de la gente principal y además lo presenta como, sobre todo, un republicano austero, en coincidencia al respecto con Quesada y Saldías. Una de las diferencias de Corvalán con otros historiadores es que dedica gran espacio a referirse a opiniones de prestigiosos liberales antirrosistas cuando de ellas extrae conclusiones que se oponen a las predominantes en dicha corriente. Su fuente principal, no obstante ello, sigue siendo Saldías y es de señalar sus reiteradas referencias a la donación de su sable por San Martín a Rosas.
Fernando Devoto señala que en su larga trayectoria posterior –que describe pasando de posiciones más rupturistas a otras más ambiguas- se lo encuentra a Corvalán colaborando por una parte en la Historia de la Nación Argentina impulsada por la Academia Nacional de Historia dirigida por Ricardo Levene y escribiendo notas en El Hogar, La Nación (Argentina)|La Nación]] y La Prensa, aunque paralelamente presidiera desde mediados de la década de 1930 la Junta Pro repatriación de los restos de Juan Manuel de Rosas y se incorporase al Instituto de Investigaciones Históricas Juan Manuel de Rosas. 

### Los símbolos patrios
Corvalán estudió con detenimiento y minuciosidad el tema de los símbolos patrios argentinos. En 1942 publicó un trabajo al respecto dentro del volumen VI de la 1° edición de la referida Historia dirigida por Levene en el que incluye en forma encomiástica muchas opiniones de historiadores desde Mitre a Levene. Participó en la Comisión del Monumento a la Bandera en Rosario y propuso la creación de una comisión de defensa de los símbolos patrios que fue aprobada por el presidente Ramón Castillo.